# 3 (serie de televisión)
 Archivado el 7 de octubre de 2014 en Wayback Machine. es una serie de televisión de reality estadounidense que se estrenó el 26 de julio de 2012, por la cadena CBS en los Estados Unidos. Se giró en torno a tres mujeres muy diferentes que se reúnen para buscar el amor. Se brindó apoyo emocional el uno al otro, ya que frente a las realidades de las citas. El formato se basó en una serie similar que se hizo en Israel.
El 31 de julio de 2012, CBS anunció que el programa había sido sacado de la programación efectiva de inmediato, tras bajas calificaciones en sus dos primeros episodios.
El 5 de agosto de 2012, la CBS comenzó a lanzar una nueva línea de episodios. '@3_CBS' en Twitter confirma que 3 es ahora una serie en línea.
En la primavera de 2013, VH1 Brasil reran la serie original "3" en su totalidad.

## Otras versiones
El 3 de mayo de 2012, se anunció que una versión del Reino Unido se emitirá en ITV2. Este será presentada por Emma Willis.